# Революция отвергает своих детей
«Революция отвергает своих детей» (нем. Die Revolution entläßt ihre Kinder) — мемуары немецкого политика и историка Вольфганга Леонгарда, опубликованные в 1955 году издательством Kiepenheuer & Witsch в Кёльне. В своих мемуарах автор охватывает период 1935—1949 годов, прошедшую в СССР юность и первые годы в послевоенной Восточной Германии. В сложный для СССР исторический период сталинских репрессий и Великой Отечественной войны Леонгард познакомился со многими деятелями немецкого и международного коммунистического движения, находившимися в эмиграции в Советском Союзе. Вспоминая о первых годах в послевоенном Берлине, Леонгард подробно описывает разнообразные задачи, которые приходилось решать в Советской зоне оккупации: взаимодействие с советскими оккупационными властями, восстановление системы органов самоуправления, партийное строительство, земельная реформа, объединение СДПГ и СЕПГ.
Одна из самых читаемых немецких биографий. Роман выдержал 23 переиздания и был переведён на 11 языков. Издание на русском языке появилось в 1984 году в Лондоне.

## Содержание
Повествование начинается с отъезда 13-летнего подростка Вольфганга в 1933 году из Германии в школу-интернат в шведском Вигбихольме. Его мать Сюзанна Леонгард, некогда член «Союза Спартака» и КПГ, оставалась в Германии на нелегальном положении до лета 1935 года, затем они вместе эмигрировали через Швецию и Финляндию в СССР и обосновались в Москве.
Из-за сложностей с жильём мать устроила Вольфганга в московский детский дом № 6 для детей шуцбундовцев, Вольфганг посещал сначала немецкую школу имени К. Либкнехта, в последние годы учился в обычной советской школе. Вскоре после прибытия в Москву в октябре 1936 года мать Вольфганга была арестована НКВД по обвинению в контрреволюционной троцкистской деятельности и отправлена в исправительно-трудовой лагерь. Вольфганг, которого по-русски называли Володей, оставался в Москве и долгое время, почти год, не знал об аресте матери. В 1939 году вступил в комсомол, в 1940 году поступил в Московский государственный институт иностранных языков.
С началом Великой Отечественной войны Вольфганга Леонгарда фактически принудительно депортировали в Карагандинскую область, где в бедственном положении в колхозах проживали сосланные за десять лет до этого кулаки. Благодаря содействию влиятельных немецких политэмигрантов, в частности, Вальтера Ульбрихта и Ганса Мале, Леонгарду удалось закрепиться в Караганде, где он некоторое время обучался в учительском институте и работал в МОПРе. Совершил тяжёлую и продолжительную поездку по Казахстану и Сибири, побывал на Турксибе. Из Караганды в августе 1942 года Леонгард был направлен на учёбу в школу Коминтерна в Кушнаренкове под Уфой, где его руководителем в немецкой группе был Пауль Вандель. Курсанты школы проходили специальную политическую и военную подготовку.
Летом 1943 года после закрытия школы Коминтерна вслед за роспуском самого Коммунистического интернационала Леонгард вернулся в Москву, поселился в гостинице «Люкс» и был направлен на работу в редакцию газеты «Свободная Германия» при Национальном комитете «Свободная Германия» под руководством Рудольфа Гернштадта, затем работал диктором на радиостанции «Свободная Германия» на Шаболовке, 34, и в радиоредакции под руководством Антона Аккермана. К декабрю 1944 года после публикации «Воззвания 50-ти генералов к народу и армии», ставшей высшей точкой в развитии движения «Свободная Германия», но не приведшей к ожидавшимся изменениям в Германии и на фронте, стала очевидно, что Независимый комитет «Свободная Германия» не достиг своих целей. Немецкие политэмигранты в Москве сконцентрировали свои усилия на подготовке к возвращению на родину и сотрудничеству с оккупационными властями.
В апреле 1945 года было принято решение о включении Вольфганга Леонгарда в первую группу из десяти немецких эмигрантов под руководством Ульбрихта, которых направят в район группы войск маршала Жукова, двигающейся на Берлин. В группу под управлением Ульбрихта входили Рихард Гиптнер, Отто Винцер, Ганс Мале, Густав Гунделах, Карл Марон, Вальтер Кёппе, Фриц Эрпенбек и Отто Фишер. Вольфганг Леонгард, окончивший школу Коминтерна и свободно говоривший по-русски, в свои 23 года стал самым молодым членом группы Ульбрихта. Вторая группа под руководством Аккермана направлялась в район действий маршала Конева, двигавшегося из Чехословакии на Дрезден.
Советский самолёт с промежуточной посадкой в Минске доставил группу Ульбрихта на военный аэродром между Франкфуртом-на-Одере и Кюстрином около новой немецко-польской границы. Первоначально группа Ульбрихта размещалась в городке Брухмюле, где находился политический штаб армии маршала Жукова. К работе в Берлине прибывшие немецкие эмигранты приступили 2 мая 1945 года, в тот же день, когда капитулировала германская армия. За каждым членом группы был закреплён определённый участок города для организации местного немецкого самоуправления. В задачи Леонгарда и его старших коллег входил отбор подходящих сотрудников из числа местных антифашистов и демократов и организация новой немецкой демократической администрации города. Леонгард занимался подбором кадров для районного управления в Вильмерсдорфе. В ходе одной из таких поездок Леонгард познакомился со студентом-антифашистом Вольфгангом Харихом. Подготовительная по своей сути работа группы Ульбрихта была завершена с прибытием в начале июня из Москвы партийных деятелей во главе с Вильгельмом Пиком: Фреда Эльснера, Пауля Ванделя, Иоганнеса Р. Бехера, Эдвина Гёрнле, Марты Арендзее и нескольких бывших военнопленных, прошедших подготовку в Антифашистской школе, среди которых был Бернхард Бехлер. О деятельности группы Ульбрихта в первые послевоенные годы умалчивалось из-за её очевидной связи с московскими политэмигрантами. В биографиях членов группы, которые впоследствии заняли высокие государственные и партийные должности в Восточной Германии, этот начальный этап работы в послевоенной Германии также не упоминался.
Некоторое время Леонгард работал на должности заместителя заведующего отделом печати ЦК КПГ, но вскоре по поручению Франца Далема занялся подготовкой учебных пособий для отдела партийного просвещения и вскоре был назначен ответственным редактором учебных пособий при ЦК КПГ. По этим учебным тетрадям, составляемым Леонгардом под руководством Фреда Эльснера и Антона Аккермана, велась еженедельная партучёба среди членов КПГ в Советской зоне оккупации Германии с лета 1945 года. В конце 1945 года в Либенвальде начала работу центральная высшая партийная школа.
Летом 1947 года Вольфганг Леонгард побывал в Югославии по приглашению югославских комсомольцев, с которыми он познакомился на втором съезде ССНМ. Леонгард побывал на молодёжной стройке Югославии — Югославской молодёжной дороге Шамац — Сараево. Югославский подход к построению социализма выгодно отличался от того, что знал Леонгард по своему опыту в СССР. Второй съезд СЕПГ, состоявшийся в сентябре 1947 года, также принёс разочарования: тезис об особом немецком пути к социализму был забыт, партия открыто признала доминирующую роль КПСС. Такие наболевшие проблемы во взаимоотношениях с советскими властями, как насилие над женским населением со стороны солдат РККА и продолжавшийся демонтаж промышленного оборудования на территории Советской зоны оккупации в Германии для отправки в СССР, замалчивались.
В сентябре 1947 года Вольфганг Леонгард был направлен на преподавательскую работу в Высшую партийную школу имени Карла Маркса, которая в начале 1948 года переехала в Клайнмахнов, и работал на историческом факультете.
К концу 1948 года идеология СЕПГ, партии, на которую поначалу возлагались большие надежды на осуществление особого немецкого пути к социализму, стала меняться: в соответствии с указаниями из СССР вводились понятия «народной демократии» и «социалистической оккупации». У Леонгарда, уже достаточное время сомневавшегося в правильности происходившего, претензии адресовались не социализму и коммунизму, а сталинизму, противоречившему первоначальному учению классиков марксизма-ленинизма. В июне 1948 года произошёл разрыв между Тито и Сталиным. Югославия, которая вела самостоятельную собственную политику, была обвинена в политических ошибках и уклонах — в буржуазном национализме, поддержке капиталистических элементов в деревне, антисоветских установках, оппортунизме, военно-бюрократической системе в югославской компартии. Москва требовала от югославских коммунистов открыто признать свои ошибки. ЦК СЕПГ полностью поддержала позицию СССР, и советизация в Советской зоне оккупации пошла семимильными шагами. О проюгославских взглядах Леонгарда стало известно в Высшей партийной школе, и после соответствующего собрания он решился немедленно бежать в Югославию, опасаясь за свою жизнь.
В августе 1948 года в Германию из Алтайского края вернулась Сюзанна Леонгард. Вольфганг Леонгард неоднократно пытался помочь матери, подавал соответствующие заявления, лично обращался к Вильгельму Пику, который знал его мать ещё со времён «Союза Спартака», но постоянно получал отказ, и только в феврале 1947 года дело сдвинулось с места. Сюзанна Леонгард отбывала наказание в Коми АССР, в январе 1938 года прибыла в Кочмесс, принадлежавший к лагерям Воркутинского района. В апреле 1946 года была освобождена, но как немка была отправлена на поселение в Сибирь. Мать и сын не сразу нашли общий язык, но вскоре между ними возникли доверительные отношения, и Леонгард сообщил матери о своих планах побега. В марте 1949 года незадолго до основания Германской Демократической Республики Вольфганг Леонгард тайно бежал в Югославию через Чехословакию.
Через почти тридцать лет после первого издания в октябре 1980 года Леонгард написал послесловие, в котором пояснил, почему уехал из Югославии на Запад и стал экспертом по коммунизму и положению в странах социалистического лагеря и объявил себя сторонником Сахарова.
В Белграде он устроился работать в немецкую редакцию Белградского радио. После своего заявления, транслировавшегося по Белградскому радио на десяти языках, Леонгард получил известность на Западе. Встречался лично с Тито, побывал в разных частях Югославии. В начале ноября 1950 года Леонгард перебрался из Югославии в ФРГ, который был обусловлен необходимостью для немецкого публициста работать в немецкоязычной стране. В 1951 году Леонгард участвовал в учредительном съезде Независимой рабочей партии Германии и после её ликвидации спустя год занялся изучением процессов в коммунистическом мире. После публикации книги «Революция отвергает своих детей» Вольфганга Леонгарда пригласили прочитать курс лекций в Оксфорде, затем заняться исследовательской работой в колледже Св. Антония Оксфордского университета, где была написана книга «Кремль без Сталина» (1959). В 1963—1964 годах Леонгард работал старшим научным сотрудником Колумбийского университета, с 1966 года читал лекции на историческом факультете Йельского университета.
Автобиография Вольфганга Леонгарда была экранизирована в 1962 году режиссёром Рольфом Хедрихом. Главную роль исполнил Кристиан Дёрмер.

## Издания
- Wolfgang Leonhard: Die Revolution entläßt ihre Kinder. Kiepenheuer & Witsch, Köln 1955, ISBN 3-462-01463-3; 22. Auflage: Köln 2005, ISBN 3-462-03498-7
- Революция отвергаетсвоих детей / Вольфганг Леонгард. - Карлсруэ : Кондор, [1960]. - 578, [4] с.
- Вольфганг Леонгард. Революция отвергает своих детей. Overseas Publications Interchange Ltd, London